# Calomyrmex albertisi
Calomyrmex albertisi é uma espécie de formiga do gênero Calomyrmex, pertencente à subfamília Formicinae.